# Jacques Ribemboim
Jacques Alberto Ribemboim (Recife, 29 de abril de 1960) é um escritor, engenheiro, economista, professor e historiador brasileiro.
Autor de vários livros sobre Economia, História e Judaísmo, pertence ao Instituto Arqueológico, Histórico e Geográfico Pernambucano e à Academia Pernambucana de Letras.

## Formação

### Graduação
- Engenharia mecânica - UFPE, 1982
- Ciências Econômicas - UFPE, 1995

### Pós-graduação
Especialização
- Engenharia do petróleo - Petrobras, 1983

Mestrado
- Economia ambiental - University College London, 1994

Doutorado
- Economia - UFPE, 2000

## Profissão
- Engenheiro de produção da Petrobrás[nota 1]
- Professor Titular da Universidade Federal Rural de Pernambuco[3]

### Atuação governamental
- Assessor especial do ministro do Meio Ambiente
- Membro da Comissão Nacional de População e Desenvolvimento (1995 - 1998)
- Diretor de Defesa e Fiscalização Agropecuária de Pernambuco
- Diretor do Fundo de Terras de Pernambuco
- Superintendente do IPHAN em Pernambuco[4] (2023 - 2024)

## Militância
Atuante em causas de desenvolvimento, história e conservação de sítios históricos, é presidente da CIVITATE, ONG que atua com vistas a contribuir para a melhoria da qualidade ambiental e o fortalecimento da cultura regional.
Nos anos 2000, liderou um movimento em defesa do livro do autor pernambucano, que culminou com a edição de uma lei municipal determinando uma área para o autor pernambucano em todas as livrarias recifenses.

### Política
Filiado ao Partido Verde, candidatou-se a vice-prefeito do Recife em 2016, não logrando eleição.
Em 2024, filiado ao Partido Social Democrático, candidatou-se a vereador do Recife, novamente não logrando êxito.

### Grito da Véia
Como presidente da CIVITATE, criou e mantém um bloco carnavalesco intitulado Grito da Véia, que desfila no bairro da Boa Vista defendendo a preservação da memória, arquitetura e ambiente do bairro e adjacências.

## Religião
Judeu, membro da comunidade judaica do Recife, estudou no Colério Israelita Moysés Chvartz. Foi Presidente da Sinagoga Israelita do Recife entre 2006 e 2011.
Morou em Israel, trabalhando como voluntário num kibbutz Maabarot (comunidade agropastoril socialista)

## Literatura

### Livros publicados
- Mudando os Padrões de Produção e Consumo (Org., Ed. Ibama, 1997)[12]
- Nordeste Independente (Bagaço, 2002)[13]
- Em defesa do livro pernambucano (Bagaço, 2003)[13]
- Economia da Pesca Sustentável (Ed. Bagaço, 2009)
- Manuel Correia de Andrade: um homem chamado Nordeste (Org.; Ed. Bagaço, 2008)[13]
- The Brazilian Economy During the 70s and the 80s Lets Focus on Sustain (Recife, 2012)[13]
- Uma Olinda Judaica:1537-1631 (coautoria com José Alexandre Ribemboim, Ed Bagaço, 2012)[2]
- Boa Vista - Berço das artes plásticas pernambucanas (Ed. Babecco, 2014) (co-autor: Wilton de Souza)[13]
- Pernambuco de Fernão (UFRPE, 2015)[nota 2][13]
- Um forte sobre as águas (Ed. Babecco, 2017[nota 3])[3][14]
- Ensaios judaicos (Ed.; Babecco, 2018)[10][nota 4]
- Centenário do Colégio Israelita Moysés Chvarts (organiz. -Ed. Babecco, 2018) (co-organizadora: Jacy Averbuch)[13]
- Dois bairros irmãos (Ed. Babecco, 2018)[nota 5][13]
- Ensaios econômicos (Ed. Babecco, 2021)
- História dos judeus de Pernambuco (CEPE Editora, 2023)[15][16][17]

### Vida associativa
- Instituto Arqueológico, Histórico e Geográfico Pernambucano
- Academia Pernambucana de Letras - Cadeira 7[18][19][nota 6]